# Berkovići
 Ovo je glavno značenje pojma Berkovići. Za naselje u općini Rogatica, BiH pogledajte Berkovići (Rogatica, BiH).
Berkovići su općina u južnom dijelu Bosne i Hercegovine. Središte općine je naseljeno mjesto Berkovići koje je smješteno u Dabarskom polju. Teritorijano pripada Republici Srpskoj. 

## Stanovništvo
| Stanovništvo općine Berkovići |                |
| godina popisa                 | 2013.          |
| Srbi                          | 1942 (91,86 %) |
| Bošnjaci                      | 159 (7,52 %)   |
| Hrvati                        | 11 (0,52 %)    |
| ostali i nepoznato            | 2 (0,09 %)     |
| ukupno                        | 2114           |

| Berkovići - naseljeno mjesto |               |
| godina popisa                | 2013.         |
| Srbi                         | 238 (99,17 %) |
| Hrvati                       | 2 (0,83 %)    |
| Bošnjaci                     | 0             |
| ostali i nepoznato           | 0             |
| ukupno                       | 240           |

## Naseljena mjesta
Općinu Berkovići sačinjavaju sljedeća naseljena mjesta:
Barane, 
Berkovići,
Bitunja,
Brštanik, 
Burmazi, 
Dabrica, 
Do,
Hatelji,
Hodovo,
Hrgud,
Ljubljenica,
Ljuti Do, 
Meča, 
Poplat,
Predolje, 
Strupići,
Suzina, 
Stjepan Krst, 
Trusina i 
Žegulja.
Navedena naseljena mjesta su do potpisivanja Daytonskog mirovnog sporazuma bila u sastavu općine Stolac koja je ušla u sastav Federacije BiH.

## Vanjske poveznice
- Stranica općine Berkovići